# 陳強 (1952年)
陳強（1952年—），男，籍貫廣東汕頭，生於汕尾市海豐縣，香港建制派政治人物、香港商人、慈善家、深圳市榮譽市民、汕尾市榮譽市民、廣東省政協第九至第十屆港區常委、香港嶺南大學名譽院士、香港東華三院總理、屯門體育會足球隊前會長。他是香港德強地產投資有限公司董事長，主要從事房地產及商業地產等方面的投資，次子陳賢翰是香港中文大學藝術系畢業生。

## 社區事務
陳強擔任多個機構及慈善團體公職，包括：深圳市榮譽市民、汕尾市榮譽市民、廣東省政協第九至第十屆港區常委、汕尾市政協第四至第五届港區常委兼召集人、三亞市政協第四至第六届港區委员、香港嶺南大學名譽院士、香港東華三院總理、香港新界獅子會會長 、香港廣東社團總會副主席兼榮譽會長、香港消防安全大使名譽會長會主席、香港潮州商會會董、屯門體育會足球隊前會長等。陳強社會服務繁多，單是社區服務中心都已經自己出資開了最十多間，並以自己的名字命名為「陳強社區協會」，最早一間更已經開了差不多六年，幫助社區所有基層人士，服務社會。

## 公益事業
陳強熱心公益事業，多年來向香港及國內多個慈善團體、機構及災民捐款，多達港幣$5,000多萬元，包括：聯合國際兒童基金會、世界兒童基金會、香港公益金、香港中華基督教會、香港東華三院、香港仁濟醫院、博愛基金會、香港博愛安老院，中國大陸華東水災災民、中國大陸雲南省地震災民、臺灣地震災民、南亞地區海嘯受災災民，香港潮州公會中學、香港嶺南大學、香港拔萃男校、聯安鎮供水工程、聯安鎮中心小學、永樂小學、整治海豐龍津河、建設聯安大橋、海豐海紅醫療中心，海豐縣陳潮中學建設教育基金等。

## 2012年立法會選舉
陳強在2011年邀集陶錫源、張銓漢、梁福元等人組織城鄉居民共和協會，促進城鄉和諧。在2011年更與丁衍華、蘇嘉雯、鄒秉恬、鄧家良、潘小屏、Raju GURUNG 籌組地區聯盟「第三力量」，組成名單出戰2012年立法會選舉新界西選區，強調自己是「第三力量」，冀在「盲目保皇」的建制派及「濫用程序」的泛民之間走第三條路。
陳強承認，成立「第三力量」是不滿建制派個別黨派不斷坐大。陳強參選新界西的7人名單中，包括屯門區議員蘇嘉雯、荃灣區議員鄒秉恬及元朗區議員鄧家良等，而「第三力量」的成員名單則包括梁福元及文志雙等元朗4個鄉委會主席。
陳強在缺席所有公開場合及選舉論壇的情況下，最後得票16,700票落敗，僅落後於民主黨陳樹英團隊，但例如在錦田、廈村、流浮山、屯門五柳鄉、青磚圍及大嶼山水口鄉等地均獲得相對高票。
2012年10月18日，廉政公署採取大規模行動，邀請近10名有鄉事派背景人物返署協助調查，包括陳強。

## 屯門甲組足球隊
2011年8月15日，屯門體育會足球隊日前假屯門鄉事會舉行發布會，會上，新任會長陳強除為加入的5位球員進行簽約及球衣轉交儀式外，同時贊助200萬元，全力支持屯門足球隊地區的足運發展。
2012年5月20日，屯門隊球季煞科戰，陳強院士更帶同夫人及兒子出席支持，更出資兩萬多元派飲品及食物給予入場球迷。
2012年10月29日，屯門足球會出現「大地震」。被捲入賄選風暴的會長陳強宣布撤資，球隊隨即面臨財困，整個教練團被炒，包括前南華球星李海強在內等8名球員亦被「開刀」，餘下的球員人工則七折支薪。 最後經各界熱心人士支持，以及球員自願減薪，屯門在無人離隊的情況下，終於得以暫時繼續運作。